# 저교회파
저교회파(The Low Church)는 성공회의 복음주의에 입각한 개신교 성격의 신학조류를 말한다. 의식이나 성찬식, 때로는 성직자의 권위를 상대적으로 거의 강조하지 않는 사람들을 포함한다. 
그 용어는 처음에는 경멸적이려고 의도되었다. 17세기 기성교회에 대한 일련의 교리적, 교회주의적 도전 과정에서 성공회의 신학·예배·위계 구조를 기독교의 참된 형태로 선호했던 설교자 들은 그 전망(및 관련 관행)을 '고교회'라고 지칭했다. 이와는 대조적으로 18세기 초까지 영국교회에서 더 많은 개혁과 교회 구조의 더 큰 자유화를 추구하는 신학자들과 정치인들은 "저교회"라고 불렸다.
세계적인 기독교 신학자인 존 스토트와 알리스터 맥그래스 등이 저교회파를 대표한다. 종교개혁의 전통, 개인의 회심, 성서지상주의, 복음 설교, 신앙에 의한 의인의 교리(다섯 솔라)를 강조하는 것이 특징이다.

## 같이 보기
- 성공회
- 고교회파
- 옥스퍼드 운동
- 종교개혁
- 복음주의
- 광교회파